# Monaster Pasărea
Monaster Pasărea (rum: Mănăstirea Pasărea) – żeński rumuński klasztor prawosławny w gminie Brănești, w okręgu Ilfov, w Rumunii, 29 km od Bukaresztu. Został zbudowany na początku XIX wieku nad brzegiem jeziora Pustnicu i na skraju lasu o tej samej nazwie, będącego częścią tego, co kiedyś nazywało się Codrii Vlăsiei.
Klasztor jest wpisany na listę obiektów zabytkowych pod numerem LMI IF-II-a-B-15301.